# Kelurahan

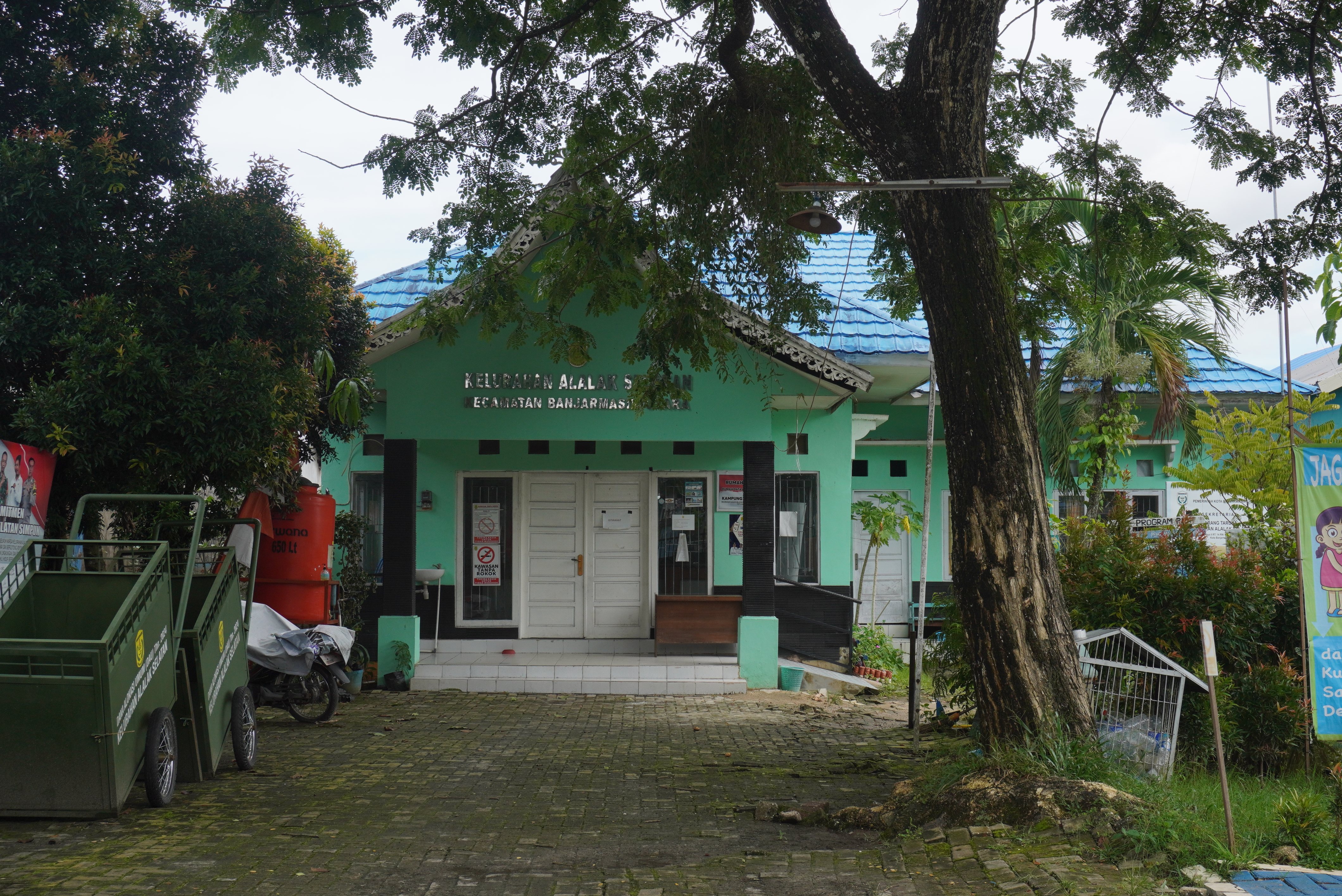
kantoor van de lurah in Alalak Selatan, Banjarmasin, Zuid-Kalimantan

Een kelurahan is samen met de desa de vierde en laagste bestuurslaag in Indonesië. Deze is gesitueerd onder het onderdistrict. Het is een administratieve eenheid die kan bestaan uit een stadswijk of een of meerdere woonkernen. De kelurahan heeft een overheidskantoor met adequate communicatievoorzieningen en openbare voorzieningen. De leiding ligt in handen van de lurah, een door de overheid benoemde ambtenaar.
Op Java en Bali omvat een kelurahan minstens 4.500 personen of 900 gezinnen en heeft het een oppervlakte van minimaal 3 km2. Op de dunner bevolkte eilanden Sumatra en Sulawesi zijn de minimumeisen voor een kelurahan 2.000 personen of 400 gezinnen en een oppervlakte van 5 km2. In het overige deel van Indonesië is een kelurahan minstens 900 personen of 180 gezinnen groot en de oppervlakte ten minste 7 km2.
Een kelurahan bestaat uit verschillende bewonersgroepen (rukun warga, RW) die verder onderverdeeld zijn in drie tot vijf burengroepen (rukun tetangga, RT). Een RT bestaat uit 12 tot 50 huishoudens. Het systeem met RT's en RW's is ingevoerd tijdens de Japanse bezetting (1941-1945) om ondermijning van het gezag tegen te gaan.